# Autobahnanschlussstelle Wiesbaden-Mainzer Straße
Wiesbaden-Mainzer Straße ist die Bezeichnung für die Kreuzung der von Ost nach West führenden A 66 sowie der von Norden kommenden B 263, welche weiter in südlicher Richtung als A 671 verläuft. Die B 263 ist in diesem Bereich vierspurig ausgebaut und hat baulich voneinander getrennte Fahrbahnen. Die Anschlussstelle trägt auf der A66 die Nummer 5 und auf der A671 die Nummer 1.
Ihre besondere Bauform ist das Halbe Kleeblatt. Der Anschluss zwischen beiden Autobahnen ist nicht vollständig höhenfrei – will man von der A 66 auf die B 263 wechseln, gelangt man in beiden Fahrtrichtungen jeweils an eine Ampelkreuzung, in umgekehrte Richtung ist dies nicht der Fall. Im direkten Anschluss auf der A66 folgt im Westen die Salzbachtalbrücke.
Die Anschlussstelle wickelt den Verkehr von der Autobahn in die Innenstadt von Wiesbaden und in die AKK-Stadtteile ab, die unmittelbar an dieser Anschlussstelle liegen. Die B 263 führt als Ausfallstraße (Mainzer Straße) aus der Wiesbadener Innenstadt und wird ab der Anschlussstelle zur  A 671 aufgewertet und verläuft in südlicher Richtung bis zum Mainspitz-Dreieck, wo Anschluss an die Bundesautobahn 60 in die Richtungen Rüsselsheim und Mainz besteht.

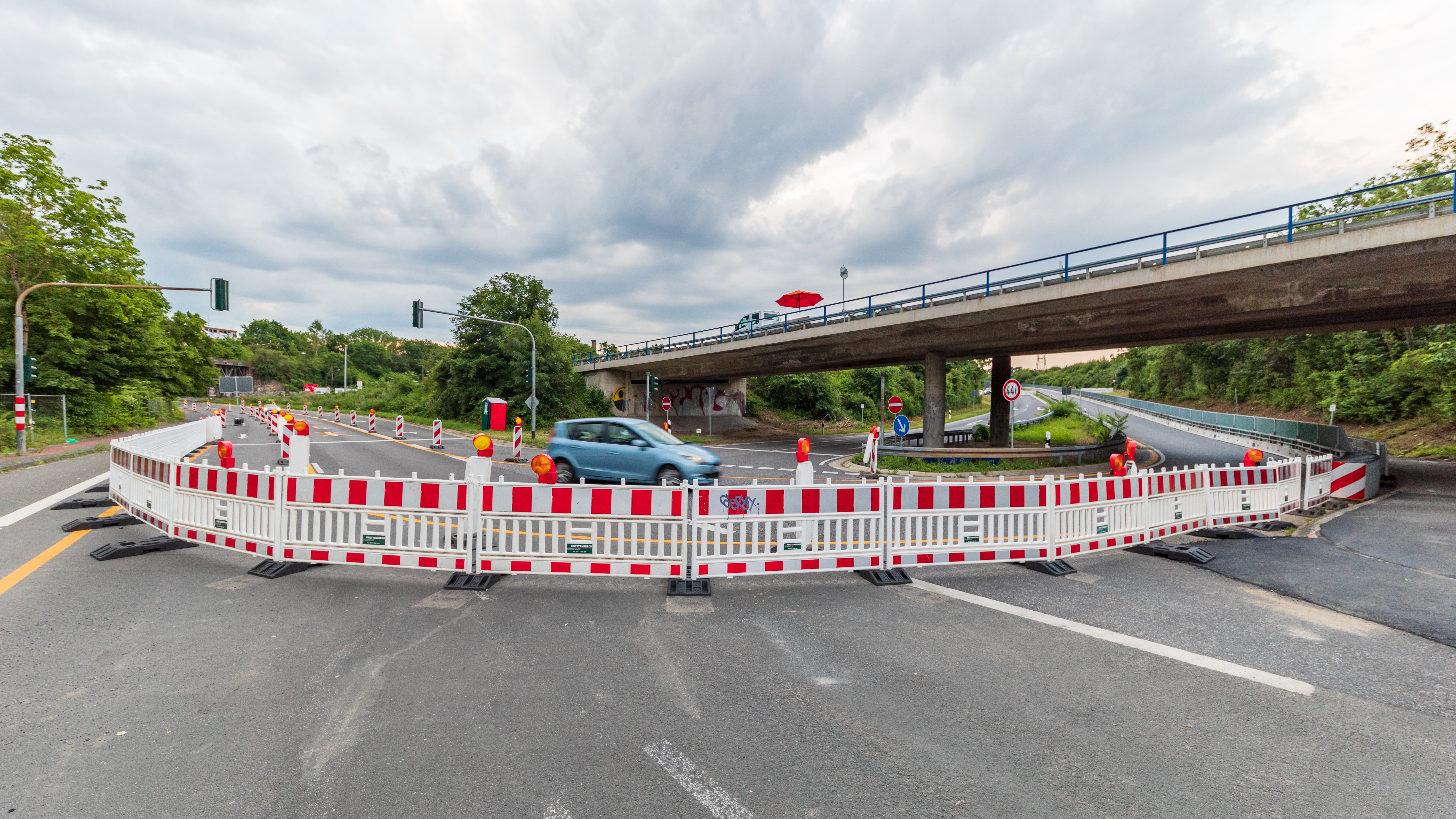
Umleitung und Umfahrung der gesperrten Salzbachtalbrücke mit einem Bypass über die Anschlussstelle, auch für den Bus- und Radverkehr (Foto am 3. Juli 2021)

Zwischen 18. Juni und 16. Dezember 2021 war ein Großteil der Anschlussstelle wegen der akuten Einsturzgefahr der Salzbachtalbrücke gesperrt. Nur noch die Überleitungen von der B 263 in Richtung Wiesbaden auf die A 66 in Richtung Frankfurt am Main und von der A 66 in Richtung Wiesbaden-Frauenstein auf die B 263 bzw. K 650 in Richtung Wiesbaden waren befahrbar.

## Verkehrsaufkommen
| Von                          | Nach                   | Durchschnittliche tägliche Verkehrsstärke | Durchschnittliche tägliche Verkehrsstärke | Durchschnittliche tägliche Verkehrsstärke | Anteil Schwerlastverkehr | Anteil Schwerlastverkehr | Anteil Schwerlastverkehr |
| Von                          | Nach                   | 2005                                      | 2010                                      | 2015                                      | 2005                     | 2010                     | 2015                     |
| ---------------------------- | ---------------------- | ----------------------------------------- | ----------------------------------------- | ----------------------------------------- | ------------------------ | ------------------------ | ------------------------ |
| AS WI-Biebrich (A 66)        | AS WI-Mainzer Straße   | 77.000                                    | 66.700                                    | 80.400                                    | 6,0 %                    | 5,6 %                    | 3,4 %                    |
| AS WI-Mainzer Straße         | AS WI-Erbenheim (A 66) | 72.000                                    | 76.900                                    | 68.400                                    | 6,0 %                    | 6,0 %                    | 3,9 %                    |
| AS WI-Mainzer Straße (B 263) | AS WI-Amöneburg        | 43.700                                    | 42.100                                    | 47.200                                    | 7,1 %                    | 7,3 %                    | 6,9 %                    |